# Pachylophus contractus
Pachylophus contractus är en tvåvingeart som beskrevs av Becker 1910. Pachylophus contractus ingår i släktet Pachylophus och familjen fritflugor. Inga underarter finns listade i Catalogue of Life.